# Charles Cross
Charles Ellis Cross (Laurel, 25 novembre 2000) è un giocatore di football americano statunitense che milita nel ruolo di offensive tackle per i Seattle Seahawks della National Football League (NFL).

## Carriera universitaria
Cross, dopo avere disputato le prime tre partite della sua prima annata a Mississippi State, passò il resto della stagione come ‘’redshirt’’, potendo cioè allenarsi con la squadra ma non scendere in campo. L’anno successivo fu nominato tackle sinistro titolare. Partì come titolare in dieci partite e fu inserito nella formazione ideale dei debuttanti della Southeastern Conference alla fine della stagione. Cross iniziò la sua terza stagione come uno dei migliori prospetti tra gli offensive tackle per il successivo draft. A fine anno fu inserito nella formazione ideale della SEC.

## Carriera professionistica
Cross era considerato da diverse pubblicazioni come una delle prime scelte nel Draft NFL 2022. Il 28 aprile fu scelto come nono assoluto dai Seattle Seahawks. Debuttò come professionista partendo come titolare nella vittoria del Monday Night Football del primo turno contro i Denver Broncos. La sua prima stagione regolare si chiuse disputando tutte le 17 partite come titolare. Inizió come partente anche la gara di playoff di Seattle contro i San Francisco 49ers dove tenne il defensive end All-Pro avversario Nick Bosa a tre tackle e nessun sack subito.
Nella sua seconda stagione, Cross disputò 13 partite, tutte come titolare, saltandone quattro per infortunio, con la squadra che mancò di un soffio i playoff. L'anno seguente tornò a disputare tutte le 17 gare come partente.
Il 28 aprile 2025 i Seahawks annunciarono che avrebbero sfruttato l'opzione per un quinto anno nel contratto di Cross.